# Lago Seeburger
El lago Seeburger (en alemán: Seeburgersee) es un lago situado en el distrito rural de Göttingen —junto a la frontera con el estado de Turingia—, en el estado de Baja Sajonia (Alemania), a una elevación de 157 metros; tiene un área de 86.5 hectáreas. 

## Historia del lago
Se formó alrededor del año 500 a. C. cuando una cueva subterránea se derrumbó.
Cerca del pueblo de Seeburg, existe un área recreativa con instalaciones para el baño. En sus aguas existen muchos tipos de peces, entre los que destacan la lucioperca —una variedad de la perca— y la carpa.